# Axel Nordell

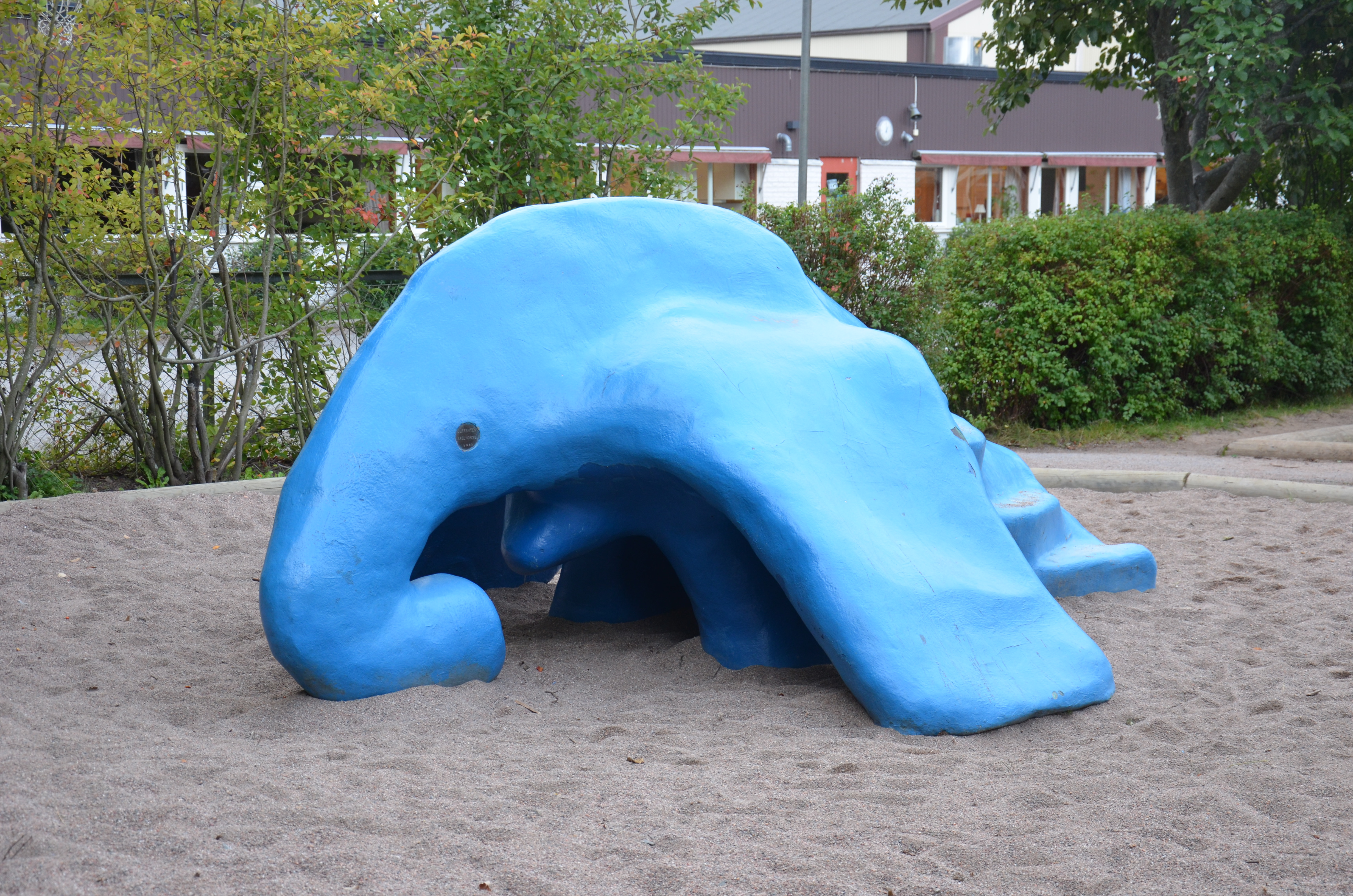
Elefanten på gård på Erikslundsskolans lågstadium, Täby kommun

Bror Axel Nordell, född 12 juni 1914 i Tallåsen, Ljusdals församling, Gävleborgs län, död 29 mars 1997 i Hammarby församling, Stockholms län, var en svensk skulptör.

## Biografi

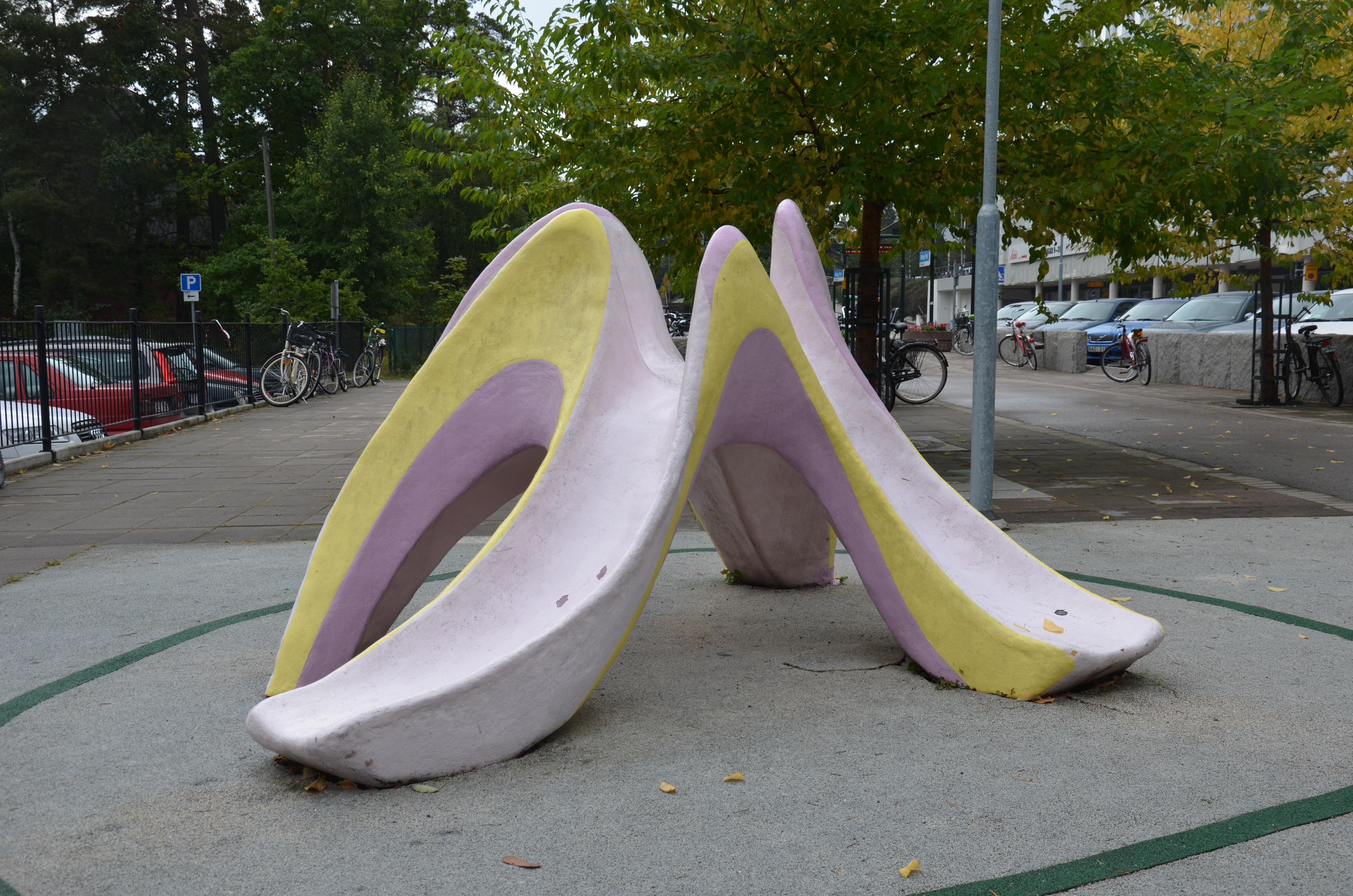
Orkidé utanför Näsby Parks centrum vid Eskadervägen, Täby kommun

Axel Nordell växte upp i Hälsingland med åtta syskon. Han arbetade flera år i faderns gårdsbryggeri. Han utbildade sig, efter ett par års sommarkurser för Carl Malmsten på Nyckelviksskolan, i vuxen ålder till slöjdlärare på slöjdseminariet i Nääs, där han tog examen 1953. Han arbetade därefter som slöjdlärare först i den lilla privata von Essens slöjdskola på Östermalm i Stockholm och sedan i egen regi med bland annat dåvarande kronprins Carl Gustaf som elev i tre år samt i Lidingö. 
I slutet av 1950-talet flyttade han till först Kanada och senare Kalifornien och drev bland annat ett galleri i San Francisco och utvecklade sitt konstnärskap med skulpturer i trä. Han återkom efter några år till Sverige för att arbeta med skulptur. I Sverige stannade han något år för att därefter flytta till Italien för studier vid Academia di belle Arti i Venedig.

### Resa till Gambia
Den 16 januari 1968 reste Axel Nordell till Gambia tillsammans med författaren Erik Martinsson, arkitekt Hans Wieland och fotografen Bo Hännerstrand för att bland annat studera folkgruppen serahuli (även kallade soninke), på uppdrag av Etnografiska museet, Stockholm. Erik Martinsson hade varit i Gambia året innan och syftet var nu att komplettera det arbete Martinsson inlett. Nordell tecknade, Wieland detaljritade en by och Hännestrand hjälpte Martinsson med de etnografiska intervjuerna. Nordell verkade där ett halvår i museets tjänst och stannade sedan kvar själv i ytterligare några månader för att studera den afrikanska skulpturen. Vid hemkomsten donerade han en samling med nio föremål från Gambia till Etnografiska museet. Från Martinsson finns flera samlingar med föremål, ljudinspelningar och fotografier.

### Verksamhet i Sverige
Från 1969 var han bosatt och arbetade i Bollstanäs i Upplands Väsby.
Han gjorde expressionistiska skulpturer och blev känd för sina lekskulpturer i organiska former. Det finns ett 60-tal offentliga verk av honom i Sverige och det finns även verk i Jerusalem. Axel Nordell är begravd på Ljusdals södra kyrkogård. Han är far till Lars-Axel Nordell.

## Offentliga verk i urval
- Vågen, 1966, Jordbro
- Ur djupet, 1966-70, Jordbro

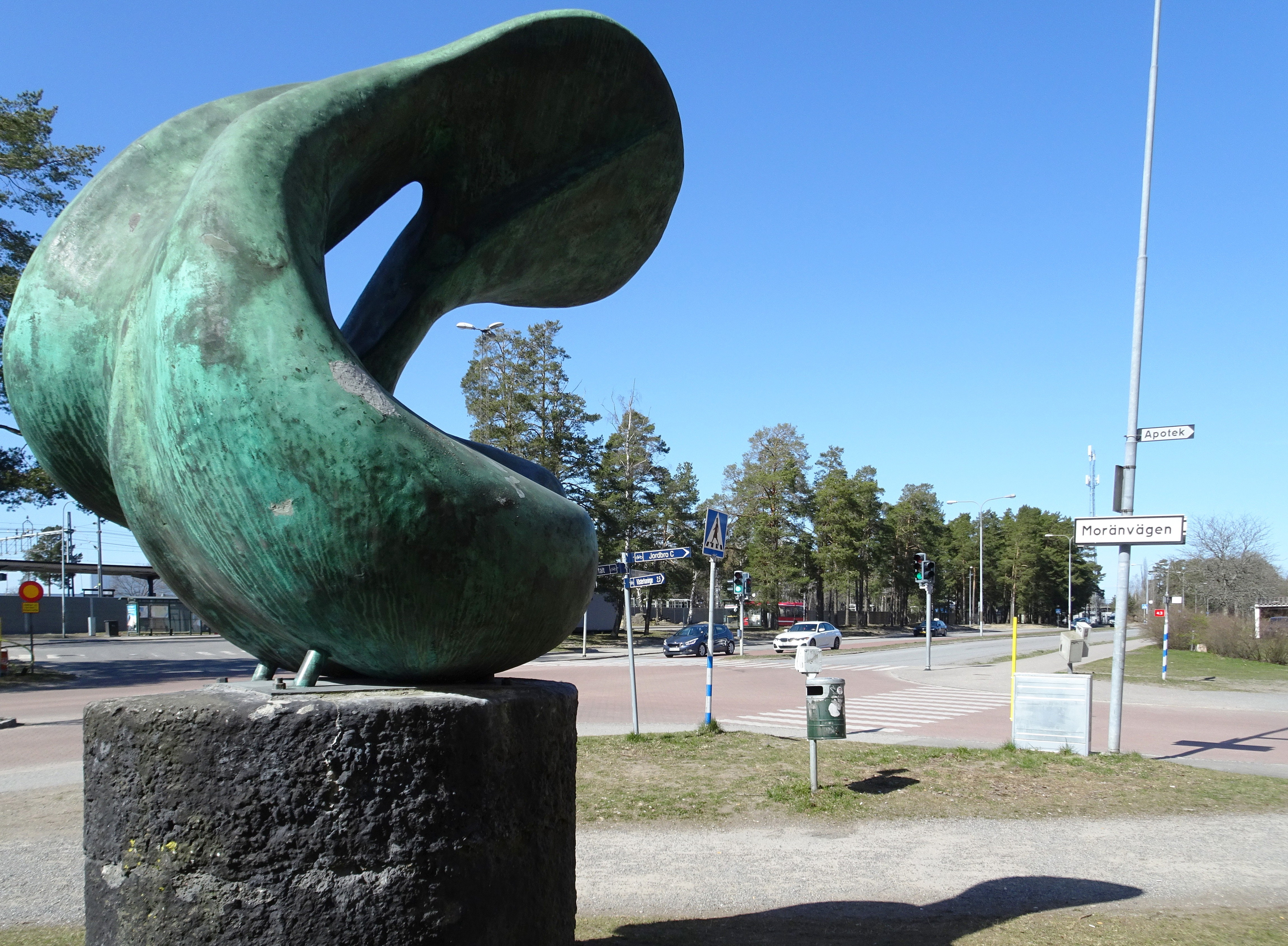
Vågen, Jordbro, 1966.

- Paprika, lekskulptur, Borganäsvägen i Borlänge, Bollnäs, Åkersberga och Sollentuna
- Myrslok, lekskulptur, 1967, Karlstad, Karlskoga, Handen, Ljusdal, Luleå, Oxelösund samt parkleken i Spånga by i Stockholm
- Kors, gammal furu, Upplands Väsby pingstkyrka
- Fjäriln, 1972, Upplands Väsby
- Orkidé, 1972, lekparken vid Antunas servicehus i Aneby, utanför Näsby Parks centrum samt i Paris
- Blå mussla, lekskulptur, 1967, parkleken i Spånga by i Stockholm, Handen, Kalmar och Karlstad
- Räd snäcka, lekskulptur, 1967, parkleken i Spånga by i Stockholm, Olovslundsskolan i Järfälla kommun
- Röd räv, 1972, glasfiberarmera plast, Ljungsbro skola
- Blå Elefantpojken, glasfiberarmerad plast, 1973, Ekdungeskolan. Stormvägen 81 i Tallboda i Linköping och Erikslundsskolan i Täby
- Äpplet, lekskulptur, Pildammsparken i Malmö
- Kirkur, rosa marmormosaik, 1979, Blomsfield Garden i Jerusalem